# Pedro de La Gasca
Pedro de la Gasca (Navarregadilla, junho de 1485 — Sigüenza, 13 de novembro de 1567) foi um bispo espanhol, diplomata e segundo vice-rei do Peru (em exercício), de 10 de abril de 1547 a 27 de janeiro de 1550.
Pedro de la Gasca estudou na Universidade de Salamanca e na Universidade de Alcalá. Tornou-se padre e advogado, e foi conhecido por seu intelecto. Em 1522 entrou para o exército. Em 1542 tornou-se negociador em nome do imperador Carlos V nas discussões entre o papa e Henrique VIII, uma posição que exigiu grande habilidade diplomática.
Gonzalo Pizarro, irmão do conquistador do Peru, se revoltou e assassinou o vice-rei Blasco Núñez Vela em batalha no ano de 1546, tentando coroar-se rei. O imperador, ainda se recuperando de uma guerra desastrosa, não pôde enviar um exército contra Pizarro, encarregando ao invés disto Pedro de la Gasca para restaurar a paz, nomeando-o presidente da Real Audiência e lhe outorgando autoridade ilimitada para punir ou perdoar os rebeldes.
La Gasca saiu da Espanha em maio de 1546, sem tropas ou dinheiro. Dois padres dominicanos e alguns criados formavam seu séquito.
Chegou ao Panamá se apresentando como um pacificador, encarregado apenas com a missão de restabelecer a justiça e conceder uma anistia geral. Sugeriu que se não pudesse cumprir suas tarefas, uma frota real de 40 naus e 15 000 homens partiria de Sevilha em junho para restaurar a paz no Peru por métodos mais violentos. A frota de Pizarro estava estacionada no Panamá, e as habilidades diplomáticas de Pedro de la Gasca logo atraíram os oficiais de Pizarro à sua causa.
Gonzalo Pizarro, no entanto, recusou-se a ceder, e fugiu em segredo para Cuzco, onde tinha tropas leais. La Gasca, escoltado por praticamente toda a frota de Pizarro, desembarcou em Tumbes no ano de 1547, e proclamou sua missão como pacificador e convidando todos os cidadãos de boa vontade a juntarem-se a ele na tarefa de restaurar a tranquilidade. Em outra proclamação concedeu anistia a todos os desertores e prometeu recompensas a todos aqueles que pegassem em armas na defesa da Coroa. Também revogou as Leis Novas, o motivo pelo qual a rebelião havia sido organizada.
La Gasca logo reuniu um exército numeroso, do qual assumiu o comando e marchou para Cuzco em dezembro de 1547. Pizarro chegou à planícia de Xaquijagana com uma força respeitável, mas La Gasca, se fiando mais em suas habilidades diplomáticas que nas militares, abriu negociações com os oficiais de Pizarro, conquistando-os através de promessas e ameaças. Os dois exércitos se encontraram em 9 de abril de 1548 no vale de Sacsahuana. A maioria dos oficiais e soldados de Pizarro foram para o lado de La Gasca, e as forças do rei ganharam a batalha sem precisar dar um golpe sequer.
Pedro de la Gasca executou Pizarro e alguns de seus seguidores mais importantes, dispersou os aventureiros, recuperou os seus partidários e perdoou a maioria dos rebeldes. Reorganizou a administração da justiça e a coleta de impostos, e proclamou diversos decretos se opondo à opressão dos povos indígenas. Apesar de diplomático e judicioso, era impiedoso em sua devoção ao dever.
Em 1549 entregou seus poderes à Real Audiência, e em 27 de janeiro de 1550 deixou o Peru para retornar à Espanha. Em sua chegada Carlos V nomeou-o bispo de Plasencia. Em 1561 Felipe II promoveu-o à sede de Sigüenza.